# Proitze

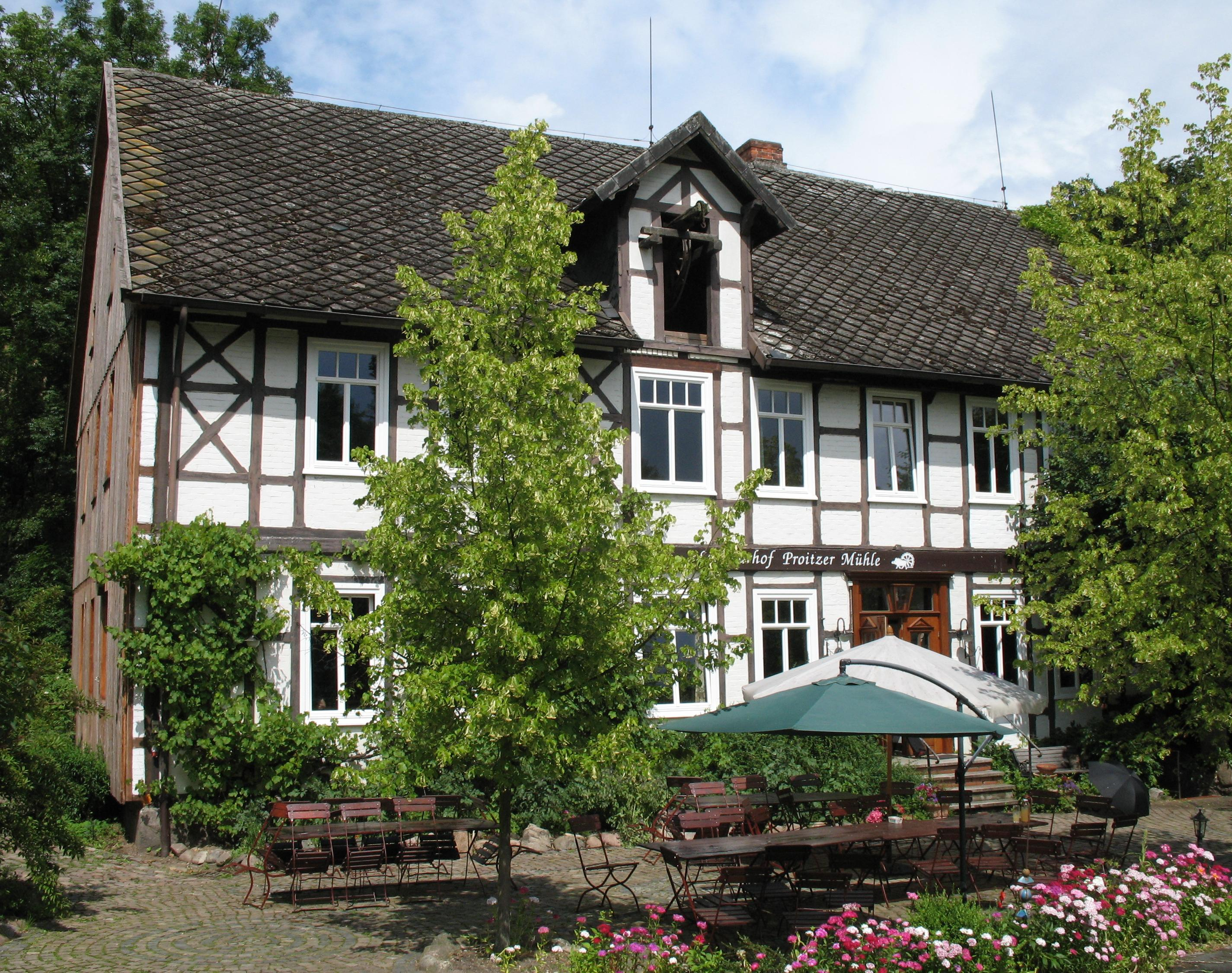
„Proitzer Mühle“

Proitze ist ein Ortsteil der Gemeinde Schnega im Landkreis Lüchow-Dannenberg in Niedersachsen. 

## Geographie
Das Dorf, zu dem das nördlich gelegene Molden gehört, liegt westlich des Kernbereichs von Schnega und südlich der B 71. Östlich von Proitze, entlang des Schnegaer Mühlengrabens, erstreckt sich das 480 ha große Naturschutzgebiet Schnegaer Mühlenbachtal.

## Geschichte
Am 1. Juli 1972 wurde Proitze in die Gemeinde Schnega eingegliedert.